# Ruth Mayer
Ruth Mayer (* 1965 in Berlin) ist eine deutsche Amerikanistin.

## Karriere
Mayer studierte ab 1984 an der LMU München, anschließend am University College in London und von 1987 bis 1991 an der FU Berlin. Dort erlangte sie einen Abschluss als M.A. und 1994 als Ph.D. mit einer Arbeit über Herman Melville und Nathaniel Hawthorne. In den Jahren 1994 und 1995 lehrte sie am John-F.-Kennedy-Institut für Nordamerikastudien in Berlin. Ab 1995 war sie Assistant Professor für American Studies an der Universität Köln und wechselte nach ihrer Habilitation im Jahr 2000 an die Universität Hannover.
Seit dem 15. Dezember 2001 ist sie Professorin für American Studies und Institutsleiterin am Englischen Seminar der Universität Hannover. Ihre Forschungsschwerpunkte sind Diaspora, Globalisierung, der Zusammenhang zwischen Wissenschafts- und Kulturstudien, Kultur- und Literaturtheorien.

## Schriften
- mit Mark Terkessidis: Globalkolorit. Hannibal, St. Andrä-Wördern 1998, ISBN 3-85445-152-0.
- mit Martin Klepper, Ernst-Peter Schneck: Hyperkultur. Gruyter, Berlin, New York 2000, ISBN 3-11-014729-7.
- mit Brigitte Weingart: Virus. Transcript, Bielefeld 2004, ISBN 3-89942-193-0.
- Diaspora. Transkript, Bielefeld 2005 ISBN 3-89942-311-9.